# La Gracieuse
La Gracieuse war eine belgische Automarke.

## Unternehmensgeschichte
Das Unternehmen Société Électricité-Mécanique wurde 1898 auf Initiative des Count de Bonnecaze gegründet. Es hatte seinen Sitz an der Digue du Canal de Charleroi in Cureghem bei Brüssel. 1899 begann die Produktion von Automobilen, die als La Gracieuse vermarktet wurden. Im selben Jahr endete die Produktion.

## Fahrzeuge
Das einzige Modell 6 CV war ein Kleinwagen. Mit einem luftgekühlten Zweizylinder-Ottomotor im Heck kostete das Fahrzeug 6500 Belgische Franken. Mit Elektromotor betrug der Preis 7500 Franken.